# Élections législatives burundaises de 2010
Les élections législatives burundaises de 2010 se sont tenues le 23 juillet 2010 pour élire 100 des 106 députés de l'Assemblée nationale. Le Conseil national pour la défense de la démocratie-Forces de défense de la démocratie (CNDD-FDD) remporte 81 des 106 sièges.

## Résultat
| Parti                                                | Votes     | %     | Sièges | Sièges  | Sièges | Sièges  |
| Parti                                                | Votes     | %     | Élus   | Cooptés | Total  | +/–     |
| ---------------------------------------------------- | --------- | ----- | ------ | ------- | ------ | ------- |
| CNDD–FDD                                             | 1 848 023 | 81,19 | 80     | 1       | 81     | +17     |
| Union pour le progrès national                       | 251 759   | 11,06 | 16     | 1       | 17     | +2      |
| Front pour la démocratie du Burundi–Nyakuri (en)     | 133 904   | 5,88  | 4      | 1       | 5      | Nouveau |
| Coalition pour des élections libres et transparentes | 42 615    | 1,87  | 0      | 0       | 0      | –       |
| Parti Indépendant des Travailleurs (en)              | 42 615    | 1,87  | 0      | 0       | 0      | –       |
| Kaze – Forces for the Defense of Democracy (en)      | 42 615    | 1,87  | 0      | 0       | 0      | –       |
| Forces nationales de libération                      | 42 615    | 1,87  | 0      | 0       | 0      | –       |
| Sans étiquette                                       | 42 615    | 1,87  | 0      | 0       | 0      | –       |
| Sièges réservés aux Twas                             | –         | –     | –      | 3       | 3      | 0       |
| Votes invalides et blancs                            | 91 624    | –     | –      | –       | –      | –       |
| Total                                                | 2 367 925 | 100   | 100    | 6       | 106    | –12     |
| Électeurs inscrits/Participation                     | 3 551 125 | 66,68 | –      | –       | –      | –       |
| Source: African Elections Database, IPU, CENI        |           |       |        |         |        |         |